# سرگیجه (فیلم ۱۹۵۸)
سرگیجه (به انگلیسی: Vertigo) یک فیلم نوآر تریلر روان شناختی آمریکایی به کارگردانی و تهیه‌کنندگی آلفرد هیچکاک است که در سال ۱۹۵۸ ساخته شده است. داستان این فیلم بر اساس رمان فرانسوی از میان مردگان نوشته بوالو-نارسژاک است. فیلمنامهٔ آن توسط الک کوپل و ساموئل ای تیلور نوشته شده است.
ستارهٔ فیلم جیمز استوارت است که نقش یک کارآگاه سابق پلیس به نام جان «اسکاتی» فرگوسن را بازی می‌کند. حادثه‌ای که حین خدمت در پلیس برای اسکاتی افتاده، باعث شده که او دچار ترس از ارتفاع و سرگیجه بشود. مدتی بعد، آشنایی به نام گَوین الستر، اسکاتی را به‌عنوان کارآگاه خصوصی استخدام می‌کند تا همسر الستر را که مادلین (کیم نواک) نام دارد و مدتی است رفتارهای عجیبی از خود نشان می‌دهد، تعقیب کند.
این فیلم در لوکیشن‌هایی مانند شهر سان فرانسیسکو، کلیسای اسپانیایی در سان‌خوان باتیستای کالیفرنیا و پارک ملّی رِدوودز در شهرستان سانتا کروز کالیفرنیا فیلمبرداری شده است. در این فیلم برای اولین بار از تکنیک دالی زوم استفاده شد که در آن برای برهم‌زدن عمق صحنه و القای حس سرگیجه و ترس از ارتفاع اسکاتی به بیننده، دوربین همزمان زوم می‌کند و عقب کشیده می‌شود.
سرگیجه در نخستین اکران‌ها بازخورد متوسطی گرفت اما اکنون سال‌هاست که به‌عنوان فیلم کلاسیک و شاهکار آلفرد هیچکاک و یکی از آثار تعیین‌کننده در کارنامهٔ او شناخته می‌شود. در نظرسنجی مجلهٔ معتبر سینمایی سایت اند ساند در سال ۲۰۱۲، این فیلم از همشهری کین سبقت گرفت و عنوان بهترین فیلم تاریخ سینمای جهان را از آنِ خود کرد. سرگیجه را اغلب یکی از بهترین‌ فیلم‌های تاریخ سینما می‌دانند و بارها در نظرسنجی‌های مختلف عنوان بهترین فیلم را کسب کرده از جمله در نظرسنجی انستیتوی فیلم آمریکا.
در سال ۱۹۸۹، سرگیجه یکی از ۲۵ فیلمی بود که از سوی کتابخانه کنگره آمریکا برای حفظ در فهرست ملی ثبت فیلم این کشور انتخاب شد.
این فیلم جزو فیلم‌هایی که است که نمره کامل۱۰۰/۱۰۰ را از منتقدان متاکریتیک دریافت کرده.
هیچکاک فیلم سرگیجه را شخصی‌ترین فیلم کارنامه‌اش خوانده‌است. فیلمی که یکی از مضامین موردعلاقهٔ هیچکاک، یعنی عشق به مثابهٔ یک وسواس را بررسی می‌کرد. عشقی که زن و مرد را ویران می‌کند.
موسیقی متن سرگیجه ساختهٔ برنارد هرمن، تدوین آن کار جرج توماسینی و فیلمبرداری آن برعهدهٔ رابرت برکس بود.
به گفته محققان  سرگیجه از فیلم هایی است که ارزش چند بار دیدن دارند.

## داستان
پس از یک تعقیب و گریز در پشت‌بام ساختمانی در سان فرانسیسکو و سقوط یکی از ماموران پلیس و مرگ او، کارآگاه جان «اسکاتی» فرگوسن به‌خاطر ترس از ارتفاع و سرگیجه، خود را بازنشسته می‌کند. اسکاتی سعی می‌کند بر ترس خود غلبه کند اما نامزد سابقش، مارجری «میج» وود (که طراح لباس زیر است)، به اسکاتی می‌گوید که فقط یک شوک عاطفی شدید دیگر ممکن است ترس او را علاج کند.

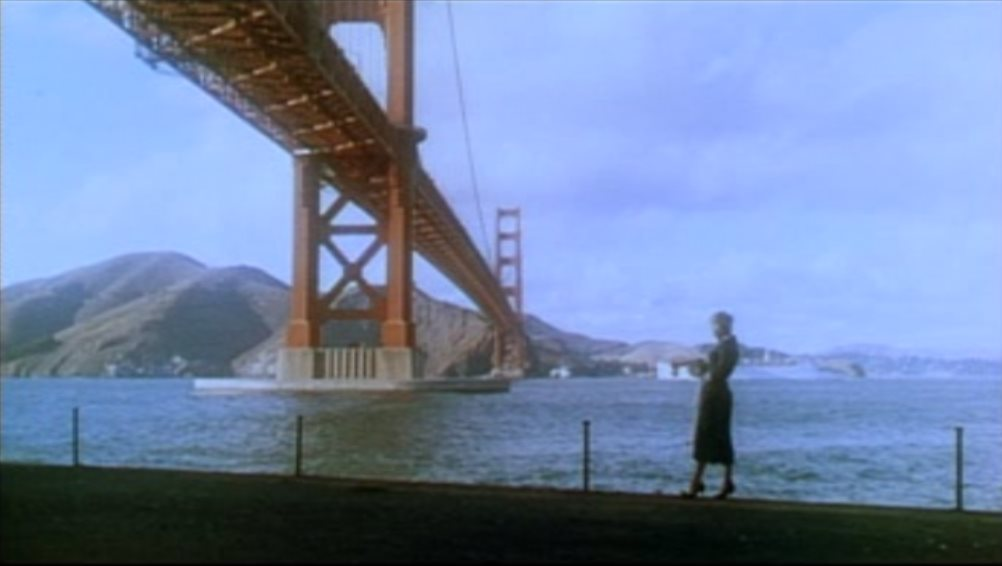
مادلین (کیم نواک) در کنار پل گلدن‌گیت، فورت پوینت، اندکی پیش از آنکه خودش را داخل آب بیندازد.

گَوین الستر، آشنای اسکاتی از زمان کالج، از اسکاتی می‌خواهد که همسر او، مادلین، را تعقیب کند و ادعا می‌کند که مادلین اخیرا رفتارهای عجیبی از خود نشان می‌دهد و وضعیت روانی‌اش طبیعی نیست. اسکاتی با اکراه می‌پذیرد و تعقیب مادلین را شروع می‌کند. مادلین به گل‌فروشی می‌رود و یک دسته‌گل می‌خرد، سپس به کلیسای سان‌فرانسیسکو دِ آسیس می‌رود و به قبر زنی به نام کارلوتا والدِز (۱۸۵۷-۱۸۳۱) سر می‌زند، و بعد از آن به یک موزه می‌رود و به تابلویی به نام پرترهٔ کارلوتا خیره می‌شود. پس از آن تعقیب ادامه می‌یابد و مادلین وارد یک هتل می‌شود اما وقتی اسکاتی به دنبال او می‌رود می‌بیند که مادلین آنجا نیست. 

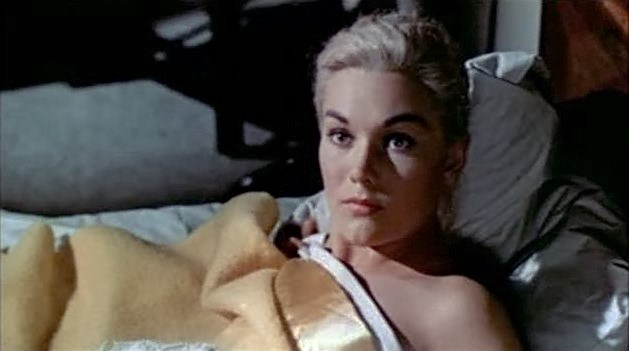
مادلین پس از تلاش برای خودکشی، در خانهٔ اسکاتی بیدار می‌شود.

یک مورخ محلّی به اسکاتی توضیح می‌دهد که کارلوتا والدِز بر اثر خودکشی مرده بوده است: او معشوقهٔ یک مرد متأهل و ثروتمند بوده و فرزند او را به دنیا آورده اما مرد که فرزند دیگری نداشته بچه را از او می‌گیرد و کارلوتا را طرد می‌کند. الستر نیز فاش می‌کند که کارلوتا (که الستر گمان می‌کند مادلین را تسخیر کرده) مادرِ مادربزرگِ مادلین بوده؛ اما مادلین از این موضوع خبر ندارد و جاهایی را که به آنها سر می‌زند هم به خاطر نمی‌آورد. اسکاتی مادلین را تا فورت‌پوینت در نزدیکی پل گلدن‌گیت دنبال می‌کند. مادلین خودش را داخل آب می‌اندازد اما اسکاتی نجاتش می‌دهد و او را به خانهٔ خودش می‌برد و آنجا دلباختهٔ مادلین می‌شود.
روز بعد، مادلین به در خانهٔ اسکاتی می‌آید تا نامهٔ قدردانی‌اش را به او بدهد و این دو تصمیم می‌گیرند روز را با هم بگذرانند. اسکاتی و مادلین به پارک ملی موئیر وودز می‌روند و آنجا مادلین یکبار دیگر به سوی اقیانوس می‌دود. اسکاتی جلوی او را می‌گیرد و همدیگر را می‌بوسند. فردای آن روز، مادلین به دیدار اسکاتی می‌رود و کابوسش را تعریف می‌کند. اسکاتی متوجه می‌شود که محل وقوع کابوس، کلیسای سان‌خوان باتیستا است که خانهٔ کودکی کارلوتا بوده و مادلین را به آنجا می‌برد. اسکاتی و مادلین به یکدیگر ابراز عشق می‌کنند. مادلین ناگهان به سوی کلیسا می‌دود و از پله‌های ناقوس‌خانه بالا می‌رود. اسکاتی روی پله‌ها دچار ترس از ارتفاع می‌شود و نمی‌تواند بالا برود و می‌بیند که مادلین سقوط کرد و جان باخت.

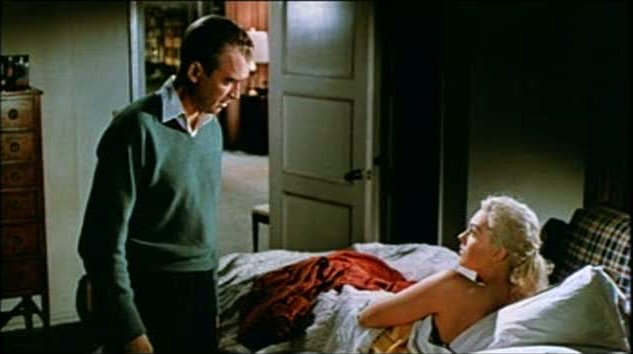
مادلین پس از تلاش برای خودکشی، در خانهٔ اسکاتی بیدار می‌شود.

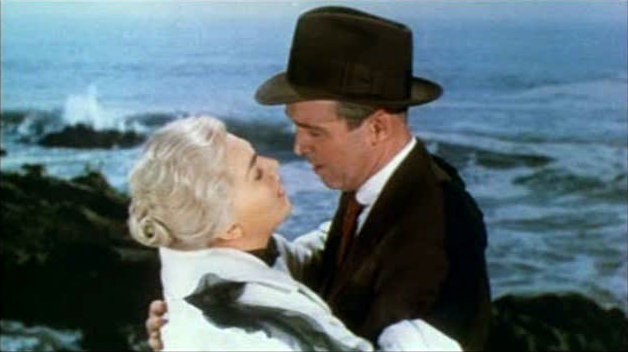
اسکاتی و مادلین در کنار اقیانوس یکدیگر را می‌بوسند.

مرگ مادلین، خودکشی اعلام می‌شود. الستر، اسکاتی را مقصر نمی‌داند اما اسکاتی در هم می‌شکند، به‌شدت افسرده می‌شود و او را مدتی به آسایشگاه می‌فرستند. پس از مرخص‌شدن، اسکاتی مدام به جاهایی که مادلین را دیده سر می‌زند و اغلب خیال می‌کند که او را می‌بیند. یک‌روز در خیابان زنی را می‌بیند که به‌شدت شبیه مادلین است و تنها ظاهر و لباس‌پوشیدنش با او متفاوت است. اسکاتی زن را تا آپارتمانش تعقیب می‌کند و زن خود را «جودی بارتون»، اهل سالینا در کانزاس معرفی می‌کند.

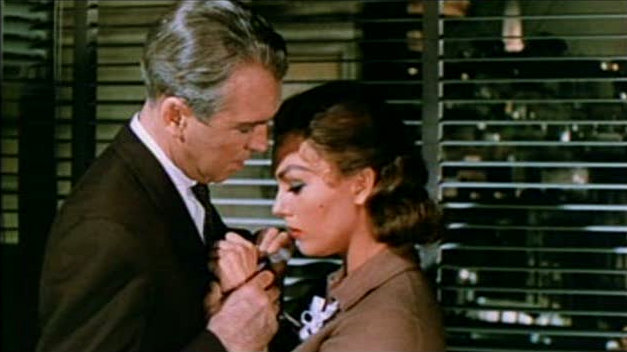
اسکاتی و جودی بارتون، در خانهٔ اسکاتی.

در اینجا فلش‌بک از منظر جودی را می‌بینیم و فاش می‌شود که او همان زنی است که اسکاتی به نام «مادلین الستر» می‌شناسد. روشن می‌شود که او در نقشهٔ پیچیدهٔ الستر برای قتل همسرش، خودش را زن الستر جا زده بوده است. جودی شروع به نوشتن نامه‌ای به اسکاتی کرده و توضیح می‌دهد که الستر عمداً از ترس از ارتفاعِ اسکاتی سوءاستفاده کرده تا قتل همسرش را خودکشی نشان بدهد. اما جودی نامه را پاره می‌کند و چون عاشق اسکاتی است، همچنان نقش بازی می‌کند.
جودی و اسکاتی با هم وارد رابطه می‌شوند اما تمام فکر و ذکر اسکاتی هنوز پیش مادلین است. او از جودی می‌خواهد که لباس‌هایش را عوض کند و موهایش را رنگ کند تا دقیقاً شبیه مادلین شود. جودی، به امید بهتر شدن رابطه، درخواست اسکاتی را می‌پذیرد اما اسکاتی ناگهان متوجه می‌شود که جودی همان گردنبندی را به گردن دارد که در تابلوی پرترهٔ کارلوتا دیده و متوجه می شود که حقیقت چیست و به اصرار و زور، جودی را دوباره به کلیسای سان‌خوان باتیستا می‌برد.
وقتی به کلیسا می‌رسند، اسکاتی به جودی می‌گوید که باید اتفاقی را که منجر به دیوانگی او شده بازسازی کنند و اعتراف می‌کند که حالا می‌فهمد مادلین و جودی یک نفر بوده‌اند و جودی معشوقهٔ الستر بوده اما کنار گذاشته شده، درست مثل کارلوتا. اسکاتی جودی را وادار می‌کند که از ناقوس‌خانه بالا برود و به نیرنگ خود اعتراف کند. اسکاتی به بالای برج می‌رسد و بالاخره بر ترسش از ارتفاع غلبه می‌کند. جودی اعتراف می‌کند که الستر به او پول داده تا نقش همسر تسخیرشده‌اش مادلین را بازی کند. جودی به اسکاتی التماس می‌کند که او را ببخشد چون عاشق اوست. اسکاتی جودی را در آغوش می‌گیرد اما ناگهان هیئتی سایه‌گون (که در واقع راهبه‌ای است که آمده تا ببیند سروصدا از کجاست) از دریچه ظاهر می‌شود؛ جودی از ترس عقب‌عقب می‌رود و ناگهان سقوط می‌کند و می‌میرد. اسکاتی که یک‌بار دیگر داغدار شده، لبهٔ برج می‌ایستد و پایین را نگاه می‌کند. راهبه ناقوس را به صدا در می‌آورد.

## ایده رنگ در سرگیجه
قرار است بین دو رنگ سبز و قرمز حرکتی رخ بدهد؛ در واقع، حرکتی از جهانی به جهانی دیگر. در نهایت، دو رنگ، گرچه با هم تضاد دارند، ولی دو رنگ قرمز و سبز در اینجا (مکمل) هم با یکدیگر واقع می‌شوند، یعنی این تضاد به یک وحدت می‌رسد. اما باید توجه داشت که هر رنگ را به نحو کافی نشان بدهیم و این کفایت در رنگ و انتقال بین رنگ‌ها باعث وحدت بین آن‌ها می‌شود. به این معنا، در واقع، مکمل یکدیگرند؛ زیرا وقتی قرمز را خوب و به نحو کافی می‌بینیم و تصویر دیگری سبز می‌بینیم، آن وقت رنگ سبز را قرمز می‌بینیم.

## بازیگران
- جیمز استوارت در نقش جان «اسکاتی» فرگوسن
- کیم نواک در نقش مادلین الستر و جودی بارتون
- باربارا بل گدس در نقش مارجری «میج» وود
- تام هلمور در نقش گَوین الستر
- هنری جونز در نقش پزشک قانونی
- ریموند بیلی در نقش پزشک اسکاتی
- الن کوربی در نقش مدیر هتل مک‌کیتریک
- کنستانتین شاین در نقش پاپ لیبل (صاحب کتاب‌فروشی)
- لی پاتریک در نقش زنی که اسکاتی او را با مادلین اشتباه می‌گیرد.

آلفرد هیچکاک به سیاق معمول فیلم‌هایش، اینجا هم در تک‌صحنهٔ کوتاهی ظاهر می‌شود و در خیابان با کت‌وشلوار خاکستری و جعبهٔ ترومپت به‌دست، رد می‌شود.

## بازخوردها

### واکنش‌های اولیه
واکنش اولیه منتقدان نسبت به فیلم سرگیجه متفاوت و عمدتاً دوگانه بود. مجلهٔ ورایتی نوشت که فیلم سرگیجه توانسته «استادی» هیچکاک را در زمینه کارگردانی به نمایش بگذارد؛ اما برای داستانی که «صرفاً بر مبنای یک معمای جنایی روان‌شناختی» نوشته شده، این فیلم «بیش از حد طولانی و کند» بود. به‌طور مشابه، فیلیپ کی. شوئر از روزنامهٔ لس آنجلس تایمز ضمن تحسین مناظر و صحنه‌پردازی، معتقد بود که داستان فیلم «بیش از حد» طول می‌کشد «تا پیش برود» و «در جزئیات پیچیده گیر می‌افتد». دن اویلر بعدها گفت که همین نقد، لحن غالب منتقدان عامه‌پسند را نسبت به فیلم شکل داد. 
با این حال، روزنامهٔ لس آنجلس اگزمینر فیلم را پسندید و آن را به‌خاطر داشتن «داستان عاشقانه دیوانه‌وار و نامتعارف [با درون‌مایه] هیجان، اکشن، احساسات و زرق‌وبرق» ستود. بازلی کرادر از روزنامهٔ نیویورک تایمز نیز با وجود برخی تردیدها، فیلم را تحسین کرد و نوشت: «راز [فیلم] هوشمندانه است؛ حتی اگر به طرز شیطانی دور از ذهن باشد». ریچارد ال. کو از روزنامهٔ واشنگتن پست فیلم را «اثری شگفت‌انگیز و غریب» توصیف کرد و نوشت که «هیچکاک بیشتر از معمول با زوایای عجیب دوربین، نماهای زمینی و استفاده چشمگیر از رنگ‌ها بازی می‌کند. او بارها صحنه‌های کلیدی را با نماهای باز ضبط کرده تا نشان دهد که چگونه می‌خواهد چند ترفند داستانی را به اجرا درآورد». در مقابل، جان مک‌کارتن از هفته‌نامه نیویورکر با لحنی طعنه‌آمیز نوشت که هیچکاک «هیچ‌گاه تا این حد به داستان‌پردازی‌های دور از ذهن و اغراق‌آمیز روی نیاورده بود». 

بیایید همین حالا اعتراف کنیم. پرداخت‌های هیچکاک آن‌قدر صیقلی و بی‌نقص است که فکر می‌کند می‌تواند در [سایه] منطق و واقع‌گرایی مرتکب قتل شود و قسر در برود. اگر بخواهید سرگیجه را تکه‌تکه کنید، به راحتی پاره می‌شود. از سوی دیگر، نمی‌توان انکار کرد که بازی غیرنمایشی جیمز استوارت، حس واقع‌گرایی سنگینی به فیلم می‌بخشد. [همچنین] رفتار خواب‌زده کیم نواک، که فیلمنامه آن را ایجاب می‌کند، چیزی است که او به‌کمال از عهده‌اش برمی‌آید... بعید است که سرگیجه بتواند هم‌تراز بهترین آثار هیچکاک شود — فیلم حفره‌های زیاد دارد — اما از نظر جلوه‌های بصری در نمایش مکان، شخصیت و ترفندهای سینمایی، امتیاز بالایی می‌گیرد.

— نقد روزنامه نیویورک پست درباره فیلم سرگیجه
نقد منتشرشده در روزنامهٔ نیویورک پست بازتاب‌دهنده نظر بسیاری از منتقدان آن زمان بود. واکنش‌های هم‌زمان در انگلستان به‌طور خلاصه در تک‌نگاری چارلز بار دربارهٔ فیلم سرگیجه چنین بیان شده است: 
«در انگلستان، استقبال [از فیلم] اگر نگوییم سرد، دست‌کم دوستانه نبود. از میان ۲۸ نقد منتشرشده در روزنامه‌ها و مجلاتی که بررسی کرده‌ام، شش نقد با وجود برخی ملاحظات، مثبت‌اند؛ نه نقد دیدگاهی کاملاً دوگانه دارند؛ و سیزده نقد تقریباً به‌طور کامل منفی هستند. آنچه در میان همه این نقدها مشترک است، فقدان همدلی با ساختار اصلی و نیروی محرکهٔ فیلم است. حتی نقدهای دوستانه‌تر نیز عناصری را تحسین می‌کنند که از نگاه امروزی، اغلب جزو ویژگی‌های فرعی و لذت‌های حاشیه‌ای به شمار می‌آیند؛ مثل سرزندگی در اجرای بازیگران نقش‌های فرعی (نظر دیلیس پاول در ساندی تایمز) یا ظرافت و مهارت در تدوین صحنه‌های رانندگی (نظر ایزوبل کویبلی در اسپکتیتور)»

## جوایز
این فیلم کاندیدای ۲ اسکار (کاندیدای اسکار بهترین صدا-کاندیدای اسکار بهترین طراحی هنری) در سال ۱۹۵۹ شد.